# San Marcello Pistoiese
San Marcello Pistoiese är en ort och frazione i kommunen San Marcello Piteglio i provinsen Pistoia i regionen Toscana i Italien. 
San Marcello Pistoiese upphörde som kommun den 1 januari 2017 och bildade med den tidigare kommunen Piteglio den nya kommunen San Marcello Piteglio. Den tidigare kommunen hade 6 370 invånare (2016).